# J. Edgar
Pour les articles homonymes, voir Hoover.
Pour plus de détails, voir Fiche technique et Distribution.
J. Edgar est un film américain réalisé par Clint Eastwood et sorti en 2011.
Il s'agit d'un film biographique sur J. Edgar Hoover, directeur du Federal Bureau of Investigation (FBI) pendant près de cinquante ans. L'histoire s'intéresse à la fois à la vie privée et professionnelle de Hoover : dans le privé, l'homme est présumé homosexuel et travesti ; professionnellement, il est le premier directeur du FBI, qui a notamment traqué John Dillinger.
Le scénario est dû à Dustin Lance Black. Le rôle principal est tenu par Leonardo DiCaprio. Le film est distribué par Warner Bros. et produit par Malpaso Productions et Imagine Entertainment. Le film est l’objet de critiques inégales, même si la presse souligne en général la qualité des prestations des acteurs. Le film reçoit malgré tout quelques distinctions et bénéficie de bonnes recettes au box-office.

## Synopsis

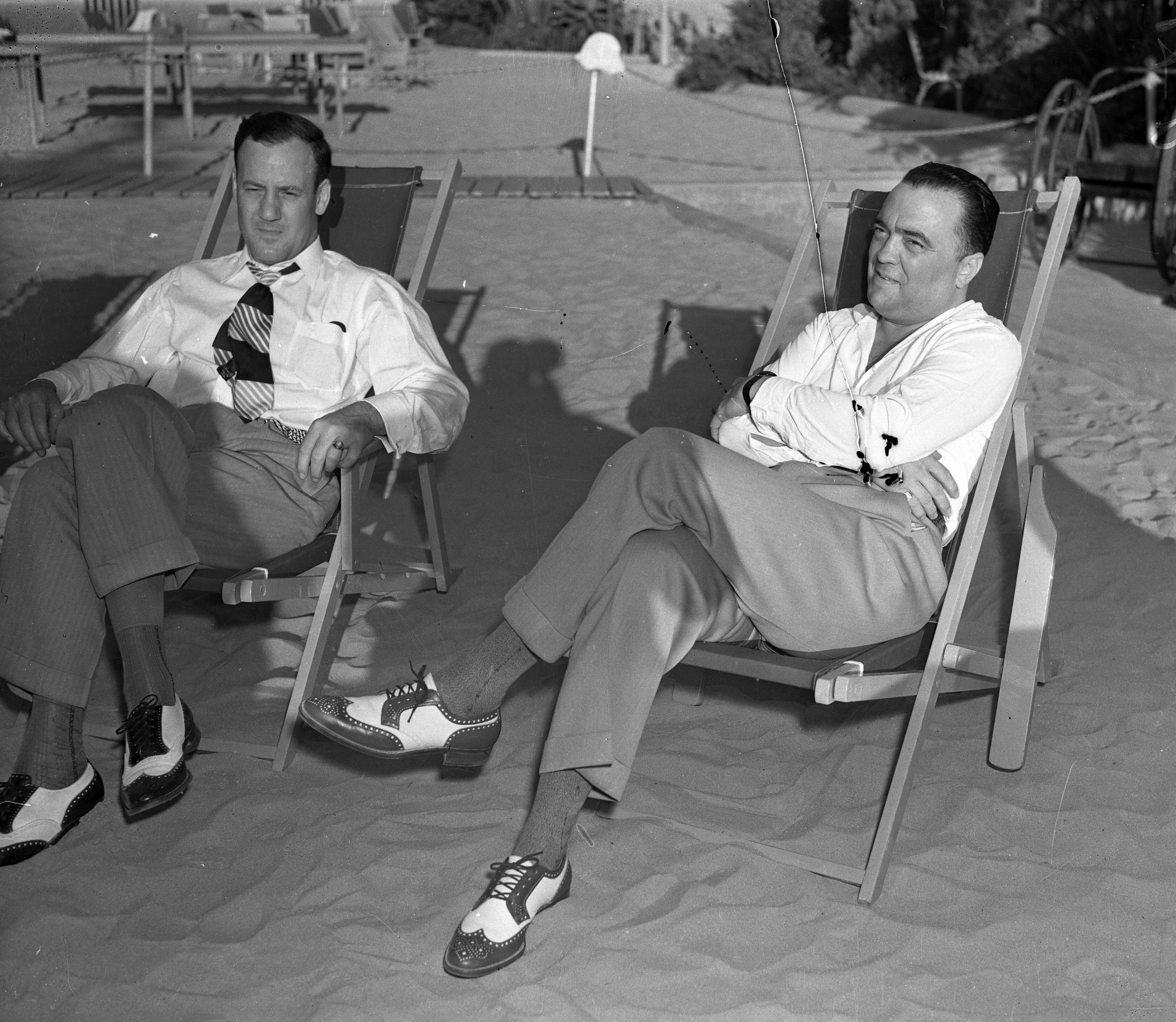
Le film raconte notamment la relation de J. Edgar Hoover (à droite) avec son adjoint Clyde Tolson (à gauche)

Arrivé à la fin de sa vie, mais toujours à la tête du FBI, J. Edgar Hoover évoque ses souvenirs auprès de jeunes agents chargés d'écrire ses mémoires. Il se remémore son parcours, en commençant par l'éducation reçue de sa mère Anne Marie, omniprésente, qui lui transmet ses idées conservatrices.
Il explique comment il a voulu créer un organisme fédéral destiné à l'enquête, dans le but de contrer, à l'époque des Palmer Raids, la gauche radicale et les anarchistes américains qui menaçaient le gouvernement.
Il se souvient aussi de sa bataille contre le Congrès pour être financé, disposer de locaux, autoriser ses agents à porter des armes, constituer un laboratoire, etc. ainsi que de ses affaires les plus notables tels que l'enlèvement du bébé de Charles Lindbergh.
Hoover a pour cela pu compter sur le soutien sans faille de sa secrétaire Helen Gandy et surtout de son bras droit, Clyde Tolson, avec qui il a entretenu des relations extra-professionnelles.

## Fiche technique
- Titre original et français : J. Edgar
- Réalisation : Clint Eastwood
- Scénario : Dustin Lance Black
- Musique : Clint Eastwood
- Photographie : Tom Stern
- Montage : Joel Cox et Gary D. Roach
- Décors : James J. Murakami
- Costumes : Deborah Hopper
- Production : Clint Eastwood, Brian Grazer, Ron Howard et Robert Lorenz
- Sociétés de production : Imagine Entertainment, Malpaso Productions et Wintergreen Productions
- Société de distribution : Warner Bros.
- Langue originale : anglais
- Budget : 35 millions de dollars
- Pays d'origine :  États-Unis
- Format : couleur - 35mm - ratio : 2,35:1
- Genre : drame, biographique
- Durée : 135 minutes
- Dates de sortie[2] :

États-Unis : 9 novembre 2011
France : 11 janvier 2012
- Affiche : Bill Gold (États-Unis)

## Distribution
- Leonardo DiCaprio (VF : Damien Ferrette)  : John Edgar Hoover
- Armie Hammer (VF : Thibaut Belfodil) : Clyde Tolson, l'adjoint de Hoover
- Naomi Watts (VF : Hélène Bizot) : Helen Gandy, la secrétaire de Hoover
- Judi Dench (VF : Nadine Alari) : Anne Marie Hoover, la mère de J. Edgar Hoover
- Dermot Mulroney : Norman Schwarzkopf Sr.
- Lea Thompson (VF : Céline Monsarrat) : Lela Rogers, mère de Ginger Rogers
- Josh Lucas (VF : Philippe Valmont) : Charles Lindbergh
- Stephen Root (VF : Michel Tugot-Doris) : Arthur Koehler
- Ed Westwick (VF : Nessym Guetat) : l'agent Smith
- Damon Herriman : Bruno Hauptmann
- Jeffrey Donovan (VF : Yann Guillemot) : Robert « Bobby » Kennedy
- Denis O'Hare (VF : Philippe Bellay) : Albert S. Osborne
- Geoff Pierson (VF : Frédéric Cerdal) : Alexander Mitchell Palmer, le procureur général
- Miles Fisher : l'agent Garrison
- Ken Howard (VF : Yves Barsacq) : Harlan Fiske Stone
- Christopher Shyer (VF : Philippe Catoire) : Richard Nixon
- Adam Driver : Walter Lyle
- Michael Rady : l'agent Jones
- Josh Stamberg : l'agent Stokes
- Christian Clemenson : l'inspecteur Schell

Sources : VF,

## Production
| |  |  |
| Les acteurs principaux Leonardo DiCaprio et Naomi Watts interprètent respectivement John Edgar Hoover et sa secrétaire Helen Gandy. |  |  |

### Genèse du projet
Au début des années 1990, Francis Ford Coppola voulait faire un film sur J. Edgar Hoover, mais préfèrera tourner Dracula.
Le projet est annoncé dès 2010, alors même que le précédent film de Clint Eastwood, Au-delà, est encore en postproduction.
Le projet s’intitule au départ Hoover.

### Attribution des rôles
Voulant absolument le rôle de Hoover sous la direction de Clint Eastwood, Leonardo DiCaprio consent à considérablement baisser son salaire. À l'époque, il touche jusqu'à vingt millions de dollars par film et n’accepte ici que deux millions.
Charlize Theron est initialement choisie pour le rôle de Helen Gandy. Finalement réservée pour le tournage de Blanche-Neige et le Chasseur, elle est remplacée par Naomi Watts. Claire Danes ou encore Amy Adams avaient un temps été envisagées,.
Pour le rôle de Clyde Tolson, Joaquin Phoenix ou Bradley Cooper avaient été pressentis.
Scott Eastwood est auditionné pour interpréter l'agent Smith.
Il s'agit de la première apparition au cinéma d'Adam Driver.

### Tournage
Le tournage commence au début de l’année 2011. Il se déroule : en Californie, à Los Angeles et à Santa Ana (palais de justice du comté d'Orange) ; à Warrenton, Virginie ; à Washington, D.C. (Thomas Jefferson Building de la Bibliothèque du Congrès).
Le scénariste Dustin Lance Black a avoué avoir été surpris par le respect très sctrict du scénario par Clint Eastwood lors du tournage. En effet, le réalisateur n’accepte que très peu de changements. Dustin Lance Black aurait aimé davantage échanger avec lui et faire évoluer le script suivant l'évolution du tournage.

### Musique
Clint Eastwood compose lui-même la musique du film, une habitude depuis Mystic River (2003) — avec une exception pour Lettres d'Iwo Jima (2006). Son fils Kyle Eastwood a par ailleurs coécrit deux titres, Red Sails in the Sunset et I Only Have Eyes for You, avec Joe Bagg, Kye Palmer et Jason Harnell. On peut par ailleurs entendre dans le film plusieurs chansons non originales :
- Fly de Ludovico Einaudi[10] ;
- Variations Goldberg n°2 de Johann Sebastian Bach ;
- My Blue Heaven de Gene Austin ;
- I'm Forever Blowing Bubbles ;
- At Sundown de George Olsen and his Music ;
- The Stars and Stripes Forever, écrit par John Philip Sousa et réarrangé par Lennie Niehaus.

## Accueil

### Critique
J. Edgar n'a rencontré qu'un succès critique modéré dans les pays anglophones, puisque le site Rotten Tomatoes lui attribue un pourcentage de 42 % dans la catégorie All Critics, sur la base de cent soixante-quatorze commentaires et une note moyenne de 5,8⁄10, mais attribue un pourcentage de 55 % dans la catégorie Top Critics, sur la base de quarante commentaires et une note moyenne de 6,7⁄10,. Le site Metacritic lui attribue un score de 59⁄100, sur la base de quarante-deux commentaires.
Néanmoins, il reçoit un bon accueil en France, puisque le site AlloCiné, ayant recensé vingt-huit titres de presse, lui attribue une moyenne de 3,9⁄5.

### Box-office
D'abord sorti de façon limitée sur le territoire américain — dans sept salles, il démarre à la 40e place du box-office —, J. Edgar sort la semaine suivante dans plus de mille neuf cents salles et engrange 14,7 millions de dollars et une cinquième place dans le classement. Bien que les recettes chutent au fil des semaines, le long-métrage réussit à se maintenir avec un cumul de 36,9 millions de dollars la semaine du 6 au 12 janvier 2012, résultat mitigé au regard du budget (35 millions de dollars) et décevant par rapport aux précédents films (Shutter Island et Inception) dans la carrière de Leonardo DiCaprio, alors que le réalisateur Clint Eastwood ne réussit pas encore, après Gran Torino, à obtenir un véritable succès similaire aux États-Unis (ce qui sera le cas avec American Sniper, Sully et La Mule).
Néanmoins, en France, J. Edgar fait un bon démarrage puisqu'il se classe directement à la première place du box-office avec 627 624 entrées pour sa première semaine, mais chute à la seconde place la semaine suivante avec un résultat de 324 055 entrées (faisant un résultat final cumulé de 1 443 476 entrées ) au profit de Millénium : Les Hommes qui n'aimaient pas les femmes (The Girl with the Dragon Tattoo).

## Distinctions principales
Source : Internet Movie Database

### Récompenses
- National Board of Review Awards 2011 : Top 10 films

### Nominations
- Satellite Awards 2011 : meilleur acteur pour Leonardo DiCaprio
- Critics Choice Awards 2012 : meilleur acteur pour Leonardo DiCaprio et meilleur maquillage
- Golden Globes 2012 : meilleur acteur dans un film dramatique pour Leonardo DiCaprio